# Prexaspes
Prexaspes is een geslacht van Phasmatodea uit de familie Pseudophasmatidae. De wetenschappelijke naam van dit geslacht is voor het eerst geldig gepubliceerd in 1896 door William Forsell Kirby.

## Soorten
Het geslacht Prexaspes omvat de volgende soorten:
- Prexaspes ambiguus (Stoll, 1813)
- Prexaspes brevipennis (Burmeister, 1838)
- Prexaspes janus Kirby, 1904
- Prexaspes pholcus (Westwood, 1859)
- Prexaspes viridipes Redtenbacher, 1906
- Prexaspes vittata (Piza, 1985)
- Prexaspes acuticornis (Gray, 1835)
- Prexaspes cneius (Westwood, 1859)
- Prexaspes dictys (Westwood, 1859)
- Prexaspes lateralis (Fabricius, 1775)
- Prexaspes nigromaculatus Chopard, 1911
- Prexaspes olivaceus Chopard, 1911
- Prexaspes quadriguttatus Redtenbacher, 1906
- Prexaspes servillei (Gray, 1835)